# Акумуляторний електробус

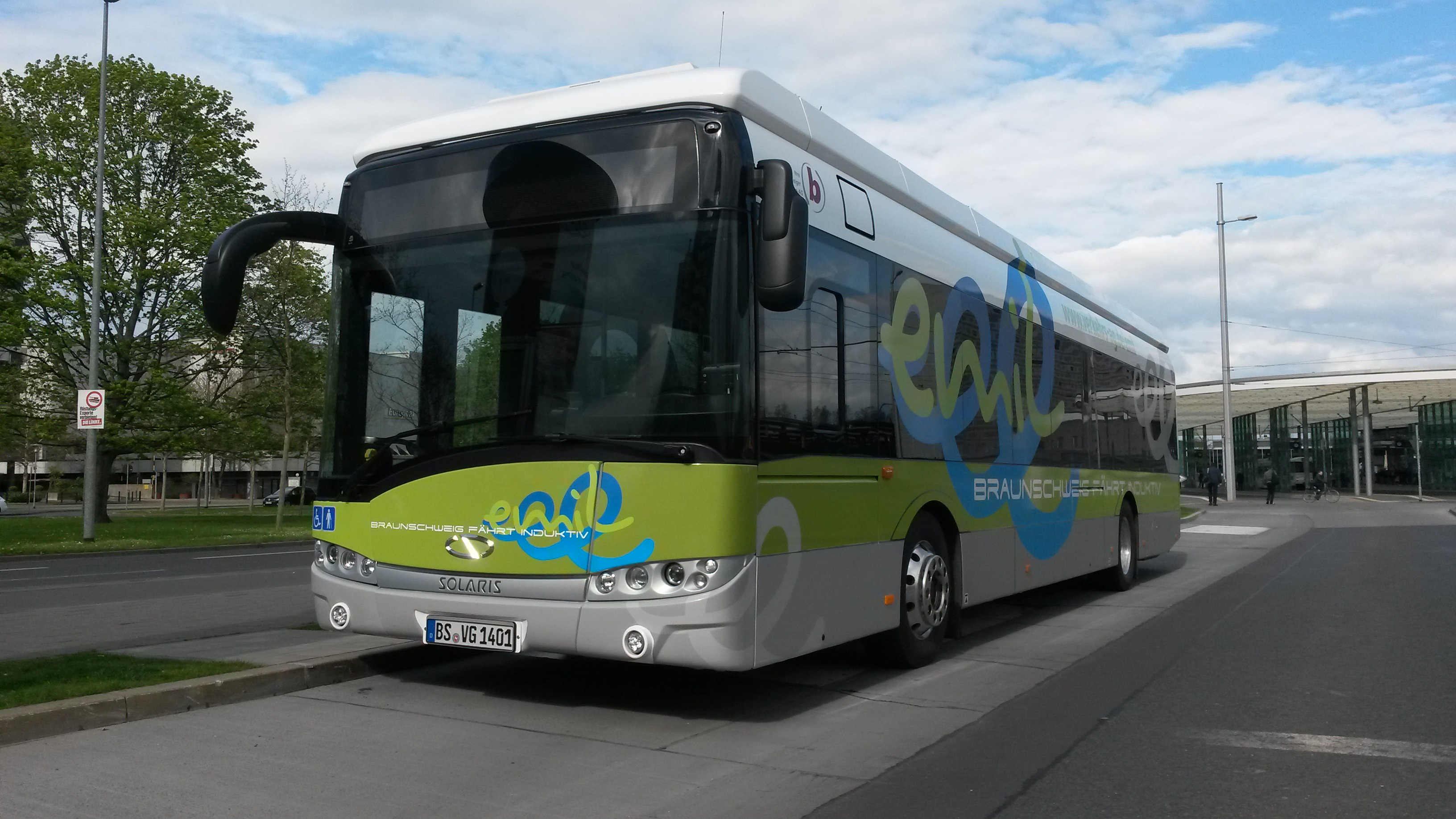
Електробус Solaris Urbino 12 компанії Braunschweiger Verkehrs-GmbH (Німеччина) на індуктивній зарядній станції перед головним вокзалом Брауншвейгу

Акумуляторний електробус — це електричний автобус, який приводиться в рух електродвигуном і отримує енергію від бортових акумуляторів. Багато тролейбусів використовують акумулятори як допоміжне або аварійне джерело живлення.
У 2018 році Національна лабораторія відновлюваних джерел енергії (NREL) виявила, що експлуатаційні витрати парку електричних та дизельних автобусів у США приблизно рівні.

## Історія

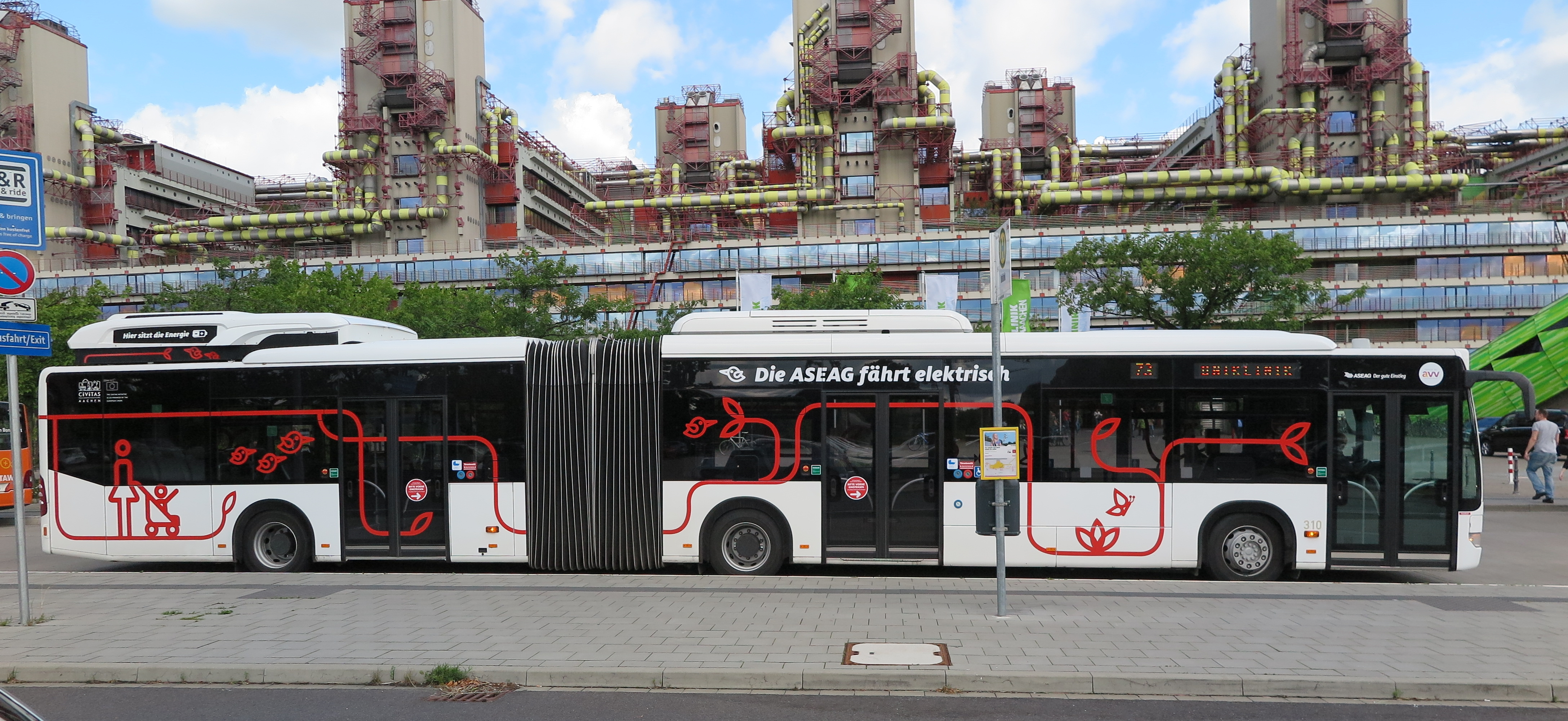
Зчленований автобус Mercedes-Benz Citaro G з батарейним живленням в Аахені, Німеччина

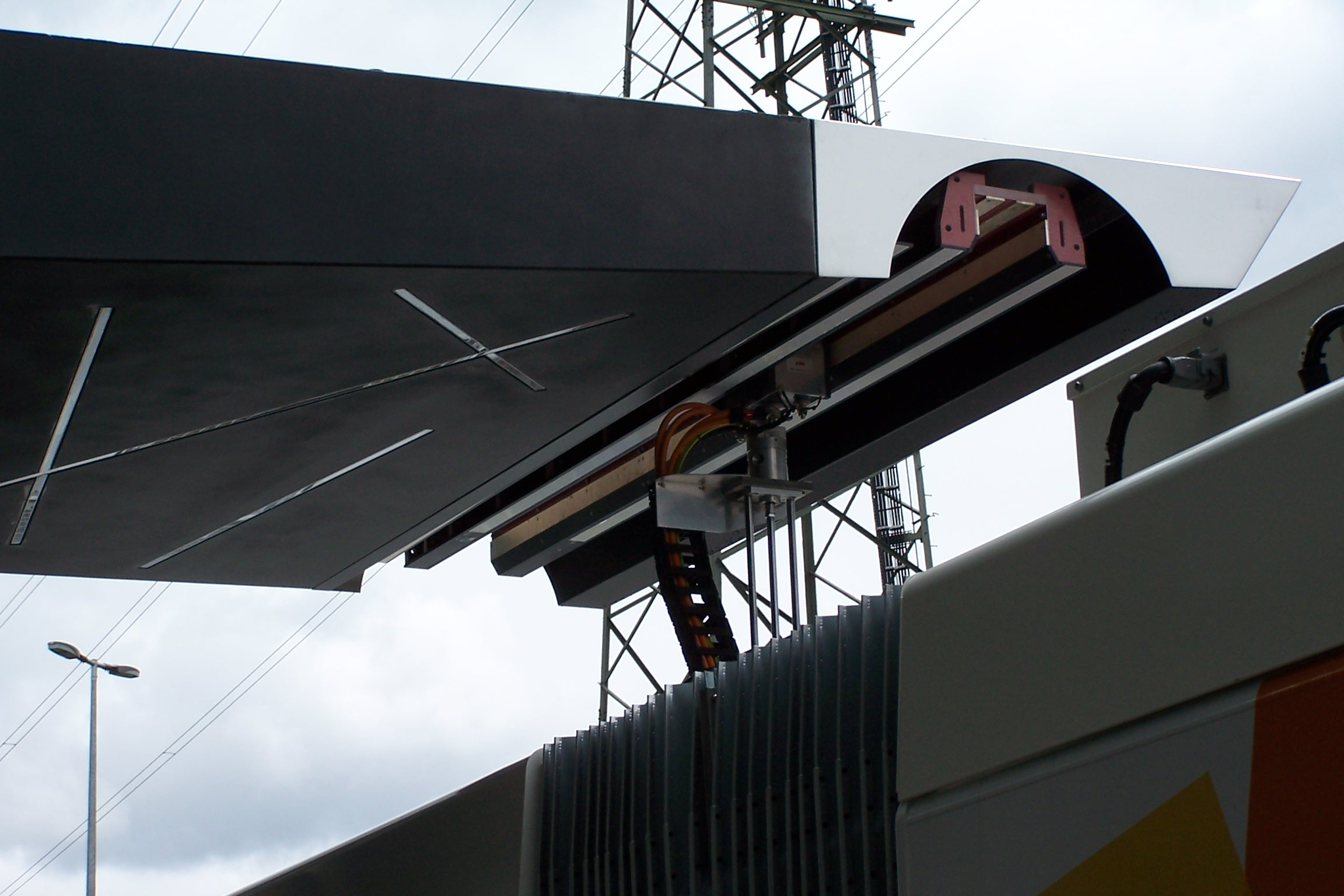
Станція підзарядки для розумних автобусів у Женеві, Швейцарія

15 липня 1907 року Лондонська електробусна компанія запустила перші в історії автобуси з електроприводом між лондонським вокзалом Вікторія та Ліверпуль-стріт. Однак вага та неефективність батарей призвели до того, що інші силові установки, такі як електричні тролейбуси або дизельні автобуси стали звичайним явищем.
Перші акумуляторні автобуси були переважно невеликими, міні- або міді-автобусами. Удосконалення акумуляторних технологій приблизно в 2010 році призвело до появи серійного виробництва акумуляторних автобусів, включаючи важчі пристрої, такі як 12,2 метрові стандартні автобуси та зчленовані автобуси. Китай був першою країною, що у великих масштабах представила сучасні електричні автобуси на акумуляторних батареях. У 2009 році автобусні лінії контактної мережі Шанхаю почали переходити на акумуляторні автобуси. У вересні 2010 року китайська автомобільна компанія BYD розпочала виробництво BYD K9, одного з найпопулярніших електробусів.
Першим містом, яке вклало значні кошти в електричні автобуси, став Шеньчжень у Китаї. У 2011 році місто почало випускати електричні автобуси виробництва BYD з метою створення повністю електричного парку. До 2017 року весь парк Шеньчженя з більш ніж 16 300 автобусів був замінений на електричні автобуси, що є найбільшим парком електричних автобусів серед усіх міст світу.
За даними агентства Bloomberg, «у 2017 році в Китаї було близько 99 відсотків із 385 000 електричних автобусів на дорогах світу, що становить 17 відсотків всього парку країни». Китайські міста додають 1900 електричних автобусів на тиждень.

## Переваги та недоліки
Зарядка акумуляторів електробуса не така проста, як заправка дизельного двигуна. Особлива увага, моніторинг та планування необхідні для оптимального використання процесу заряджання, а також для забезпечення належного обслуговування та збереження акумуляторів. Деякі оператори вирішують ці проблеми, купуючи додаткові автобуси. Таким чином, зарядка може відбуватися тільки вночі, що має додаткову перевагу, що полягає в зниженні навантаження на енергосистему, оскільки в цьому випадку відбувається заряджання, а споживання енергії в іншому місці мінімально. Хоча це безпечне рішення, воно також дуже дороге і масштабоване. Іншим рішенням є забезпечення того, щоб щоденний розклад автомобіля враховував також необхідність зарядки, зберігаючи загальний розклад якомога ближче до оптимального. Сьогодні є різні компанії-розробники програмного забезпечення, які допомагають автобусним операторам управляти графіком зарядки електробусів. Ці рішення гарантують, що автобуси продовжуватимуть працювати безпечно, без незапланованих зупинок та незручностей для пасажирів.
Суперконденсатори можна швидко заряджати, що скорочує час, необхідний для підготовки до відновлення роботи.

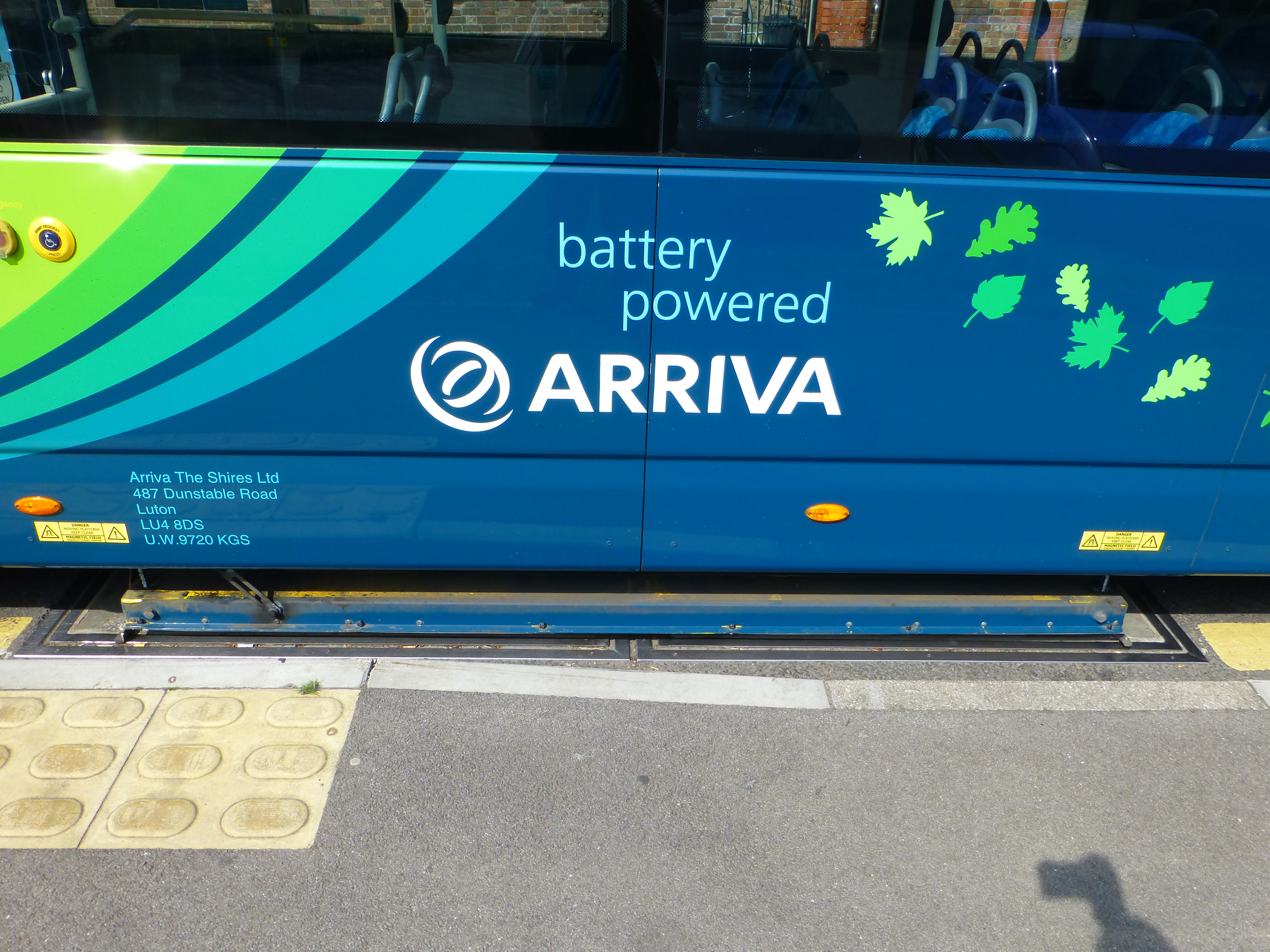
Опущена зарядна пластина в автобусі Arriva Shires Essex Wright StreetLite EV під час використання індукції для заряджання акумуляторів на автобусній зупинці Wolverton Agora

Товариство автомобільних інженерів опублікувало рекомендовану практику SAE J3105 для стандартизації інтерфейсів фізичного автоматизованого підключення для провідних систем зарядки з 2020. Для зв'язку між зарядним пристроєм і електробусом використовується той же протокол, що і для зарядки легкових автомобілів. Єдині відмінності полягають у потужності зарядки, напрузі та фізичному інтерфейсі.
Пантографи та колектори під кузовом можуть бути вбудовані в автобусні зупинки для прискорення підзарядки електробуса, що дозволяє використовувати в автобусі акумулятор меншого розміру, що знижує початкові інвестиції та подальші витрати.  

## Приклади
Електроавтобуси на акумуляторних батареях мають потенціал нульового рівня викидів, а також набагато тихішу роботу та краще прискорення у порівнянні з традиційними автобусами. Вони також не потребують інфраструктуру, необхідну для постійного підключення до мережі, та дозволяють змінювати маршрути без зміни інфраструктури, на відміну від тролейбуса. Зазвичай вони відновлюють енергію з допомогою рекуперативного гальмування. При енергоспоживанні близько 1,2 кВт·год / км, вартість володіння нижче, ніж у дизельних автобусів. 

### Недоліки
Станом на 2016 рік акумуляторні автобуси мають менший радіус дії, більшу вагу та вищі витрати на закупівлю. Скорочення інфраструктури повітряних ліній компенсується витратами на інфраструктуру для підзарядки батарей. Крім того, додаткова вага акумуляторів в акумуляторних електробусах означає, що вони мають меншу пасажиромісткість, ніж тролейбуси в юрисдикціях, де існує законодавче обмеження навантаження на вісь на дорогах. Акумуляторні автобуси використовуються майже виключно у міських районах, а не для далеких перевезень. Міський транспорт відрізняється відносно короткими інтервалами між можливостями заряджання. Достатня перезарядка може відбутися протягом 4-5 хвилин (від 250 до 450 кВт), як правило, індукцією або ланцюговим зв'язком. Нарешті, як і у випадку з іншими електричними альтернативами двигунам, що працюють на викопному паливі, електричні автобуси на батареях не є дійсно рішенням з нульовим рівнем викидів, якщо енергосистема, на яку вони покладаються для заряджання, також не вільна від джерел енергії на паливі. Літієві батареї також можуть сприяти забрудненню навколишнього середовища скрізь, де ведеться видобуток літію.

## Загальні експлуатаційні витрати за милю
NREL публікує результати оцінки автобусів із нульовим рівнем викидів від різних комерційних операторів. NREL опублікував такі загальні експлуатаційні витрати на милю: з County Conection із червня 2017 року по травень 2018 року для парку дизельних автобусів із 8 автомобілів загальні експлуатаційні витрати на милю становили 0,84 долара США; для парку електричних автобусів з 4 автомобілями — 1,11 долара США; в Long Beach Transit на 2018 рік для парку електричних автобусів з 10 автомобілів — 0,85 долара США; і в Foothill Transit на 2018 рік для парку електричних автобусів з 12 автомобілів — 0,84 долара США. 

## Приклади

### Азія
- Найбільший парк акумуляторних автобусів знаходиться в Шеньчжені, Китай, і налічує понад 16 000 автобусів.[1]
- У 2015 році BYD планувала запустити перший акумуляторно-двоповерховий автобус.
- У Гумі, Південна Корея, у 2013 році ділянку дороги було змінено, щоб дозволити індукційну зарядку під час руху. Технологія мала бути протестована на двох електробусах.
- У 2015 році BYD мала намір продати 6000 своїх автобусів по всьому світу. BYD —світовий лідер з продажу електромобілів.
- У 2021 році в Ірані компанія Parsan Electrical Bus Manufacturing Company випустила перший електричний автобус під торговою маркою SHETAB.[14] [15]

### Європа

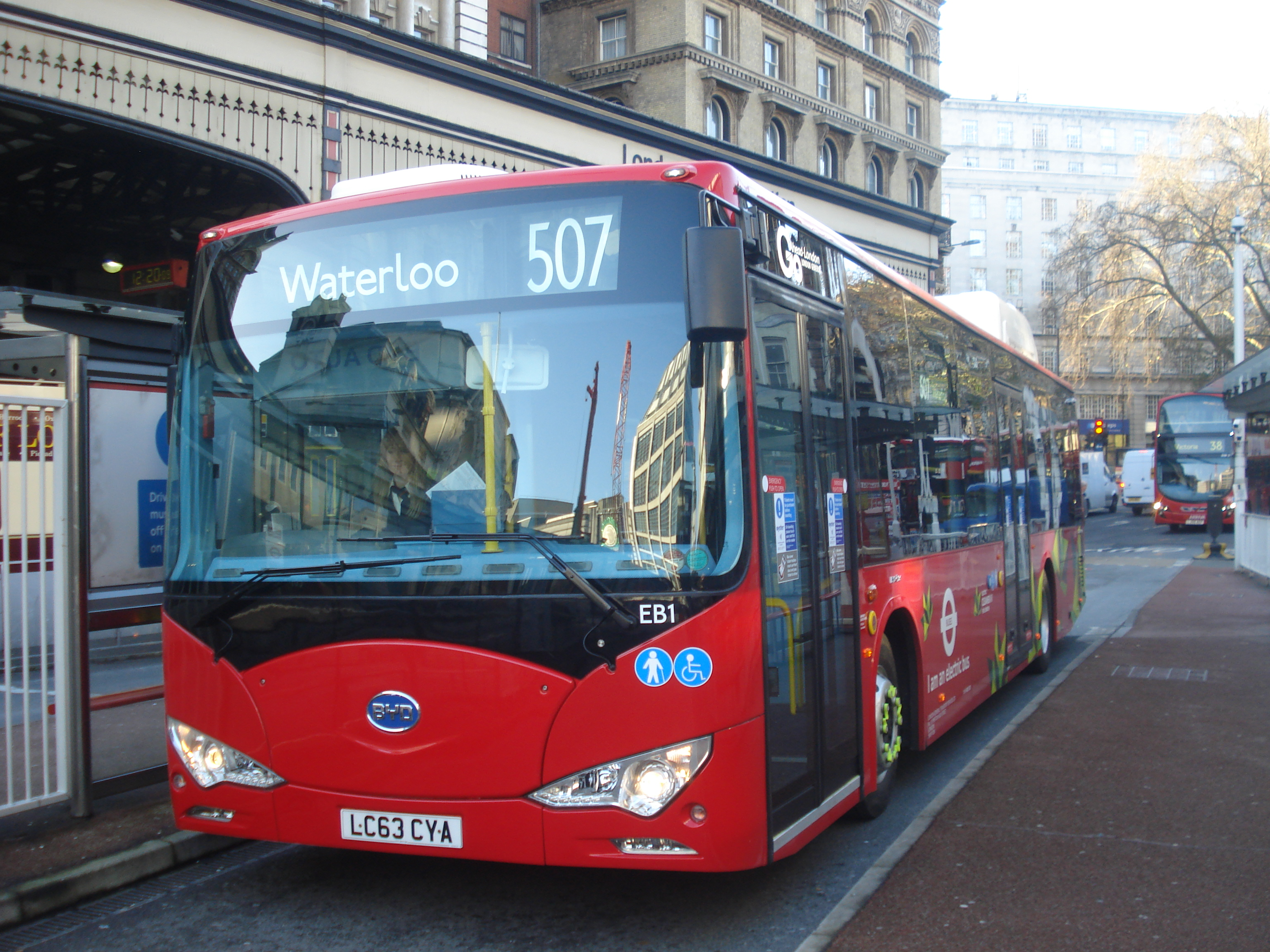
Електробус BYD у Лондоні

- У 2011 році виробник автобусів Contrac Cobus Industries із Вісбадену анонсував Cobus 2500e.
- Восени 2012 року чеський виробник Inmod поставив 8-метровий автобус, він має 22 сидячі місця, 35 стоячих місць і запас ходу 160-170 км (від 99 до 106 миль) на день, запас ходу може бути розширений до 220-260 км (140-160 миль). Автобус заряджається за допомогою швидкої зарядки двічі на день протягом однієї години. Його максимальна швидкість 80 км/год (50 миля/год)[16].
- Починаючи з 2012 року Wiener Linien на автобусних маршрутах 2A та 3A використовує електричні автобуси. Вони живиться через пантограф, який живить трамвайна контактна мережа. Автобуси мають запас ходу 150 кілометрів (93 миля).
- У травні 2013 року між аеропортом і Palexpo в Женеві, Швейцарія, почав курсувати акумуляторний автобус. Цей автобус можна частково зарядити за 15 секунд. На кінцевій зупинці лінії процес зарядки займає три-чотири хвилини. Вартість проекту становила п'ять мільйонів франків.[17]
- У грудні 2013 року електричні автобуси BYD Auto почали курсувати в Лондоні двома маршрутами.[18]
- Компанія Regional Transport Ruhr-Lippe GmbH (RLG) (Німеччина) розпочала експлуатацію електричного мікроавтобуса під назвою Quartierbus у травні 2013 року. Запас ходу автомобіля становить приблизно 120 кілометрів (75 миля). Заряджання займає близько трьох годин при повній розрядці. Підзарядка займає більше 1,5 години під час обідньої перерви[19].
- У 2013 році акумуляторні автобуси були введені в експлуатацію в Нідерландах.[20]
- У Німеччині в 2013 році акумуляторні автобуси проходили випробування у Бремені та Бонні.
- У Брауншвейзі акумуляторні автобуси почали регулярно ходити наприкінці 2013 року. У проекті "Еміль" (Електромобільні засоби індуктивного навантаження) використовується індуктивна зарядка.[21] І автобуси, і зарядні станції були розроблені спільно з Bombardier.
- Компанія Dresdner Verke спільно з Інститутом транспортних та інфраструктурних систем ім. Фраунгофера розпочали випробування акумуляторних автобусів 3 листопада 2014 року. 17 червня 2015 року розпочалося пасажирське обслуговування за першим маршрутом у Саксонії. Чотирихвилинна зупинка на останній зупинці забезпечує достатню зарядку, а потужний зарядний пристрій дозволяє попередньо прогріти салон.[22]

- Компанія громадського транспорту Мюнхена почала тестувати акумуляторні автобуси у 2008 році. Очікувалося, що експерименти з автомобілями Ebusco досягнуть дальності 300 км (190 миля) з використанням літій-залізо-фосфатних акумуляторів[23].
- В Піннеберзі випробування розпочалися в 2014 році.[24]
- У вересні 2015 року в Берліні введено в експлуатацію чотири акумуляторні автобуси. Solaris Urbino 12 заряджається індукційним способом на останній зупинці.
- У липні 2015 року земля Шлезвіг-Гольштейн Рендсбург придбала акумуляторний автобус Sileo із запасом ходу 200 км (120 миля) за 450 тисяч євро. Автобус не заряджається під час роботи та може експлуатуватися півдня. Автобус заряджається від фотоелектричної системи на даху.
- У Бонні випробування розпочалися у 2013 році. Пробіг не менше 200 км (120 миля).
- У 2015 році в Лондоні запрацював перший у світі електричний двоповерховий автобус на акумуляторних батареях.[25]
- У Ботошані, Румунія, планували, що громадський транспорт працюватиме повністю на  електриці за вартістю конверсії 20 мільйонів євро.
- Станом на 2022 рік у Москві працює понад 1000 електробусів.[26]. Це найбільший парк електричних автобусів у Європі, що випереджає лондонський парк, що налічує близько 780 автобусів.[27]

### Північна Америка

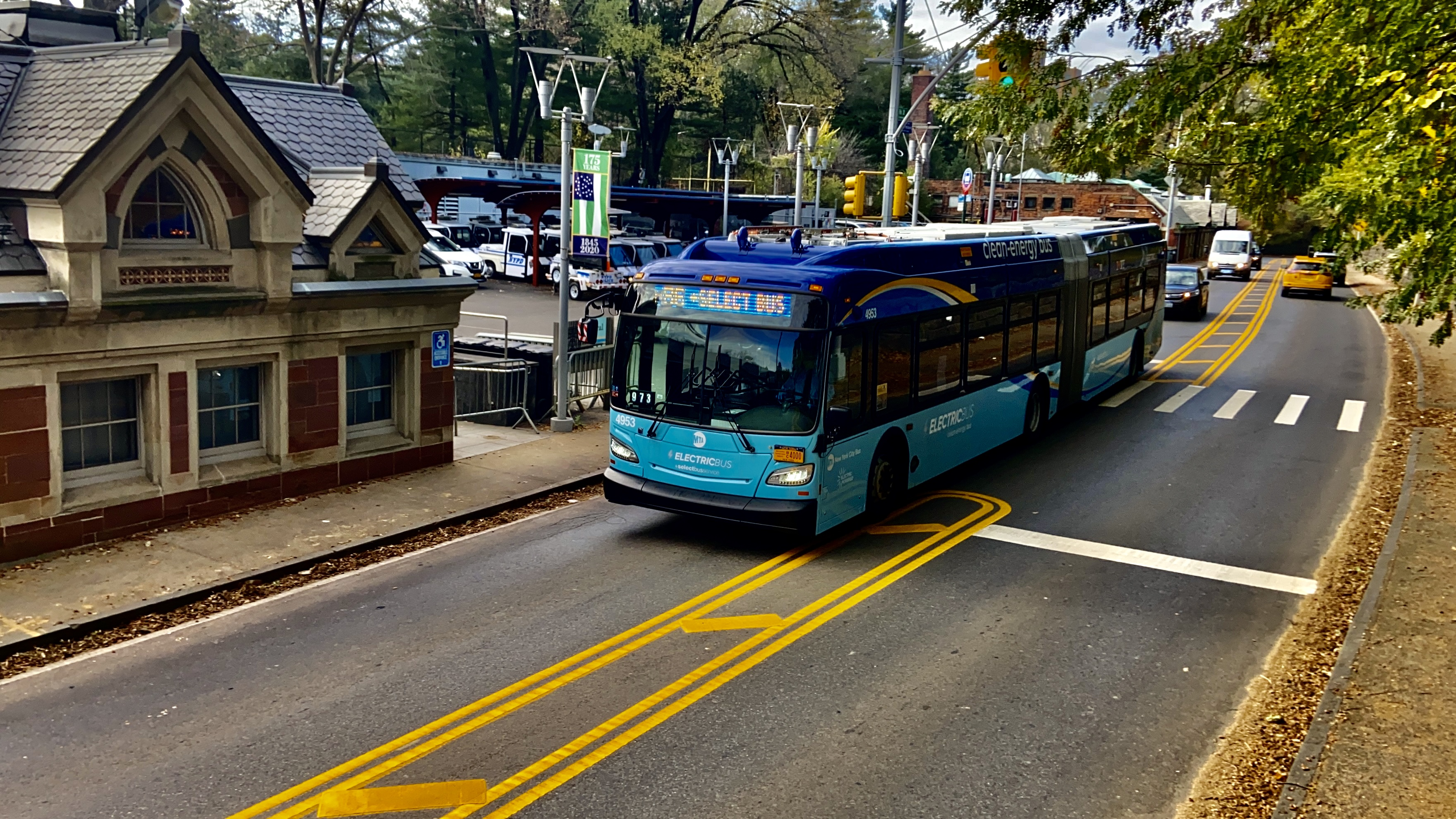
Новий зчленований електробус Flyer Xcelsior XE60 CHARGE у Нью-Йорку

- У Каліфорнії з кінця жовтня 2013 року використовуються шкільні автобуси на акумуляторних батареях через значно нижчі експлуатаційні витрати. У 2014 році в Гамбурзі були введені в експлуатацію акумуляторні автобуси Rampini на маршруті 48.[28] [29]
- Департамент транспорту Каліфорнії уклав контракт із Управлінням транспорту долини Антилопи (AVTA) на переведення своїх автобусів на 85 акумуляторних автобусів BYD із запасом ходу не менше 160 миль (260 км). Моделі включають 40-футів (12,19 м)  низькопідлоговий транзитний автобус, 60-футів (18,29 м)  низькопідлоговий зчленований і 45-футів (13,72 м) приміський автобус. Очікується, що економія складе 46 000 доларів (41 300 євро) на автобус на рік.  [30]